# Ґерман
Ге́рман — чоловіче ім'я латинського походження; сходить до лат. Germanus — «єдиноутробний», «близький», «рідний». Це ім'я було розповсюджене у Візантії, носив ряд полководців імперії, патріархів і святих. Не слід плутати ім'я Герман з Германн (нім. Hermann; останнє — змінене Harimann/Herimann, двохосновне ім'я давньогерманського походження, утворене складанням компонентів heri/hari — «військо» і mann — «людина»).
Розмовна форма ім'я — Е́рман; народна форма — Єрма́к.

## Іменини
Православні іменини (дати наводяться за григоріанським календарем):
- 8 лютого, 23 лютого
- 2 квітня
- 25 травня
- 3 червня, 28 червня
- 3 липня, 6 липня, 11 липня, 20 липня
- 9 серпня, 12 серпня, 21 серпня, 25 серпня
- 15 вересня, 24 вересня
- 8 жовтня, 10 жовтня
- 2 листопада, 4 листопада, 12 листопада, 19 листопада, 26 листопада
- 26 грудня